# Palaiokhórion (ort i Grekland, Attika)
Palaiokhórion (Palaiochori) är en ort i Grekland.   Den ligger i prefekturen Nomarchía Dytikís Attikís och regionen Attika, i den sydöstra delen av landet, 30 km nordväst om huvudstaden Aten. Palaiokhórion ligger 361 meter över havet och antalet invånare är 190.
Terrängen runt Palaiokhórion är kuperad. Runt Palaiokhórion är det ganska tätbefolkat, med 65 invånare per kvadratkilometer. Närmaste större samhälle är Asprópyrgos, 16,8 km öster om Palaiokhórion. 